# Huawei Ascend W1
De Huawei Ascend W1 is een smartphone van het Chinese bedrijf Huawei. Het toestel is de eerste Windows Phone van het bedrijf en tevens een van de eerste fabrikanten die het besturingssysteem Windows Phone 8 gebruikt. 
De Ascend W1 heeft een capacitief aanraakscherm van 4 inch met een resolutie van 480 bij 800 pixels. Het opslaggeheugen met een capaciteit van 4 GB is beperkt in vergelijking met andere Windows 8 smartphones. Deze capaciteit kan echter uitgebreid worden door middel van een microSD geheugenkaart tot 32 gigabyte. Bovendien krijgt de smartphonegebruiker met een Microsoft-account gratis 7 GB opslag via de 'cloud' op Microsoft OneDrive. Verder beschikt de telefoon over een camera met een resolutie van 5 megapixels.